# Adonisea masoni
Adonisea masoni är en fjärilsart som beskrevs av Smith 1896. Adonisea masoni ingår i släktet Adonisea och familjen nattflyn. Inga underarter finns listade i Catalogue of Life.